# Erwin Hurenkamp
Erwin Hurenkamp (Deventer, 1993) is een Nederlands dichter en schrijver.
Hij studeerde literatuurwetenschappen en Cultural Analysis in Amsterdam. Zijn debuut, de dichtbundel Nu we er toch zijn, verscheen in 2023 bij uitgeverij Querido. Gedichten van hem werden eerder onder meer gepubliceerd in het literaire tijdschrift Tirade en op de websites Hard//hoofd en De Optimist.

## Prijzen en nominaties
- Editio Debutantenschrijfwedstrijd 2020-2021 (1ste prijs)[2]
- Frans Vogel poëzieprijs 2023 (genomineerd)
- Herman de Coninckprijs 2024 (Shortlist)
- De Grote Poëzieprijs 2024 (Longlist)
- Poeziëdebuutprijs 2024 nominatie

- Library of Congress Control Number: no2023032160
- Nederlandse Thesaurus van Auteursnamen: 439536243
- Virtual International Authority File: 50168044567238100441